# (326) Tamara

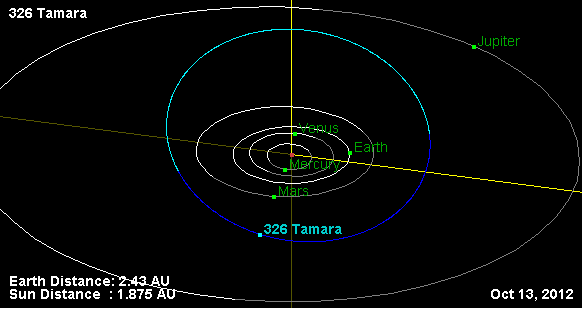
Orbita (326) Tamara

(326) Tamara – planetoida z pasa głównego asteroid okrążająca Słońce w ciągu 3 lat i 193 dni w średniej odległości 2,32 j.a. Została odkryta 19 marca 1892 roku w Obserwatorium Uniwersyteckim w Wiedniu przez Johanna Palisę. Nazwa planetoidy pochodzi od Tamary, królowej Gruzji.